# Acropora
Acropora Oken, 1815 è un genere di madrepore appartenenti alla famiglia Acroporidae. Alcuni di essi sono soprannominati "coralli tavola" per la loro forma, e sono alcuni dei principali coralli che costruiscono l'immensa struttura di carbonato di calcio delle barriere coralline attorno alle scogliere.

## Descrizione

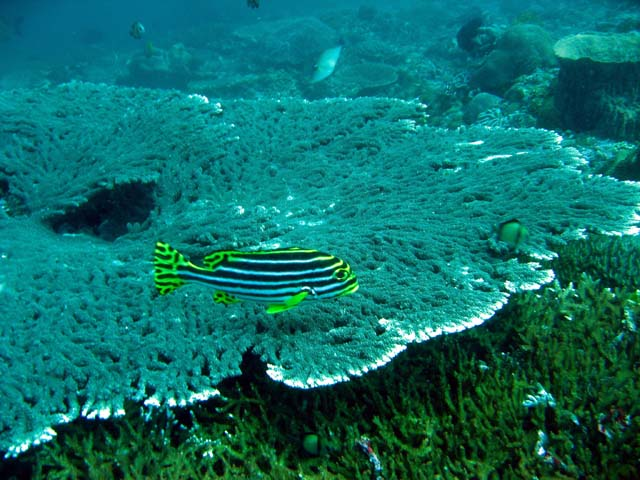
Acropora sp.

A seconda della specie e della posizione, questi coralli possono assumere forme molto diverse, che variano da piattaforme vere e proprie a strutture ramificate. Si tratta comunque di strutture, come tutti i coralli, costituite da polipi, che sono di circa 2 mm di diametro.  I polipi possono ritirarsi dentro il corallite se disturbati da potenziali predatori, ma quando sono indisturbati sporgono leggermente. I polipi tipicamente si estendono ulteriormente durante la notte per catturare il plancton e le sostanze organiche disciolta nell'acqua.

## Biologia
Come in tutti i coralli ermatipici, in questo caso “a polipi piccoli” (SPS, Small Polyped Scleractinians) la loro biologia è basata sullo strettissimo rapporto simbiotico che li lega a delle alghe unicellulari, le zooxantelle appartenenti al genere Symbiodinium. Alghe inglobate nei tessuti dell'animale, che gli forniscono preziosi elementi per la mineralizzazione del suo scheletro, ricevendone in cambio altrettanto importanti nutrienti sotto forma di prodotti di scarto metabolici.

## Distribuzione e habitat
Sono comuni nelle zone poco profonde, con correnti non particolarmente forti e ben illuminate della barriera corallina. Molti piccoli pesci vivono attorno alle loro colonie e si nascondono nel folto dei rami se minacciati.

## Tassonomia

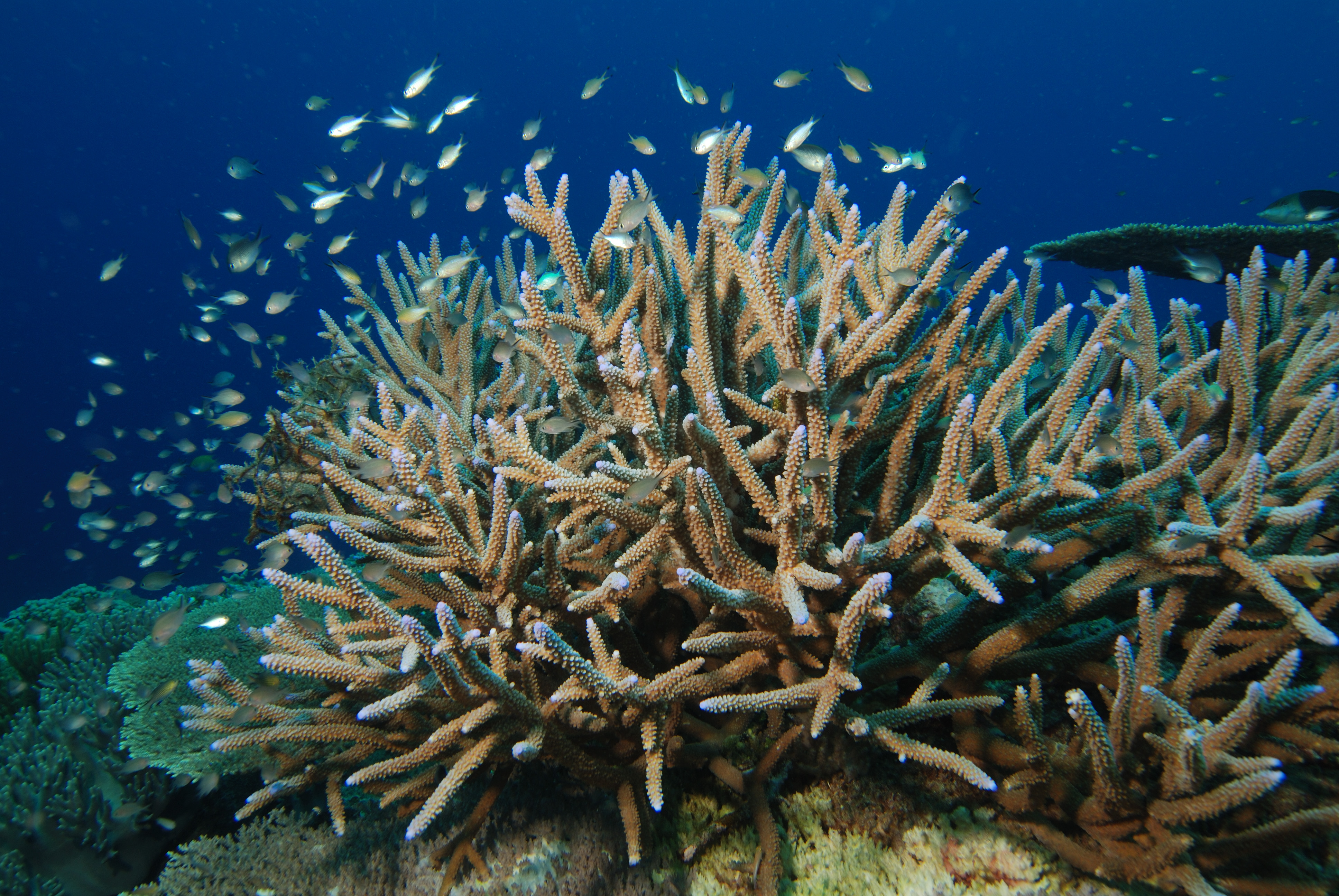
Acropora cervicornis

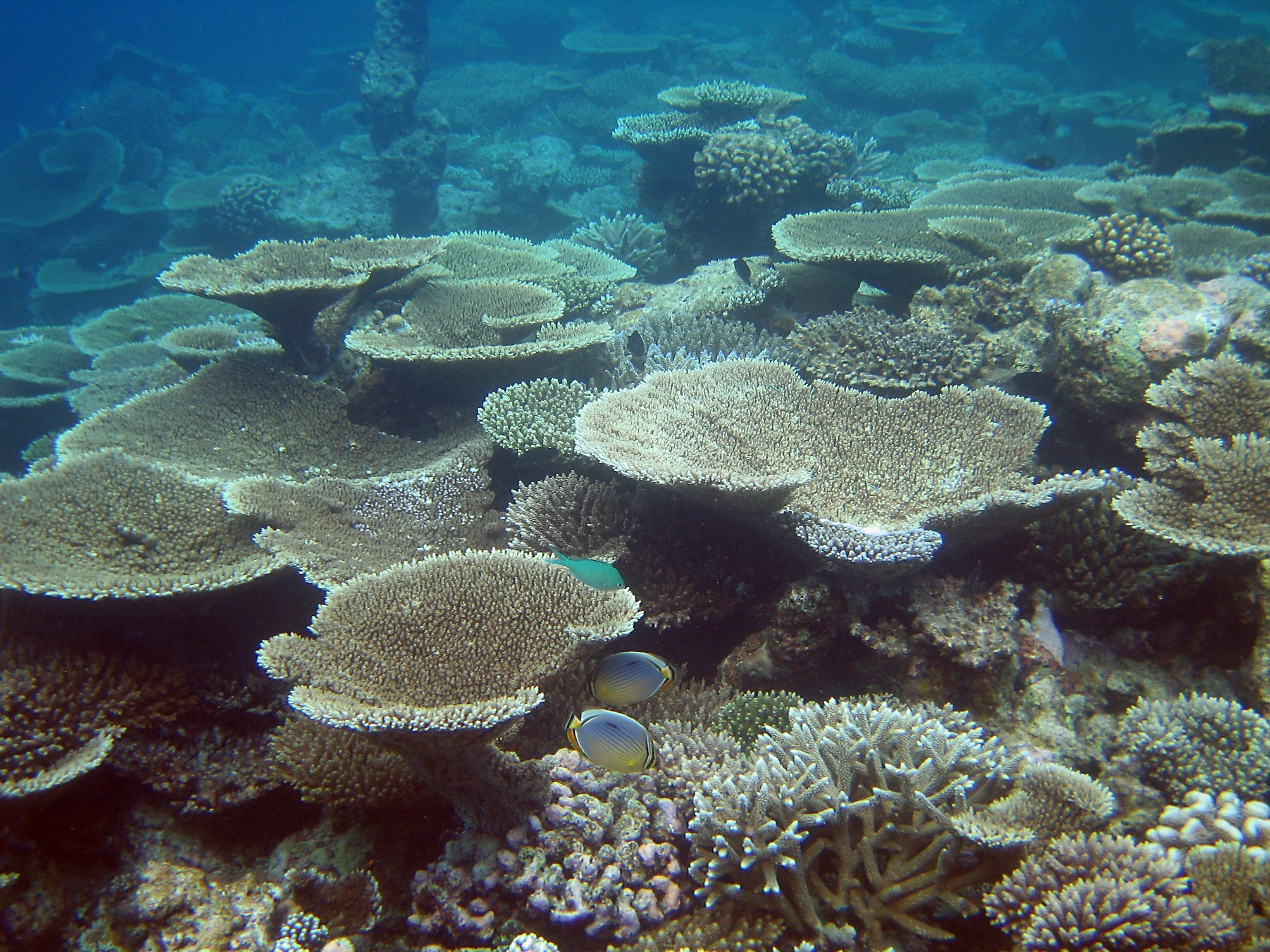
Acropora cytherea

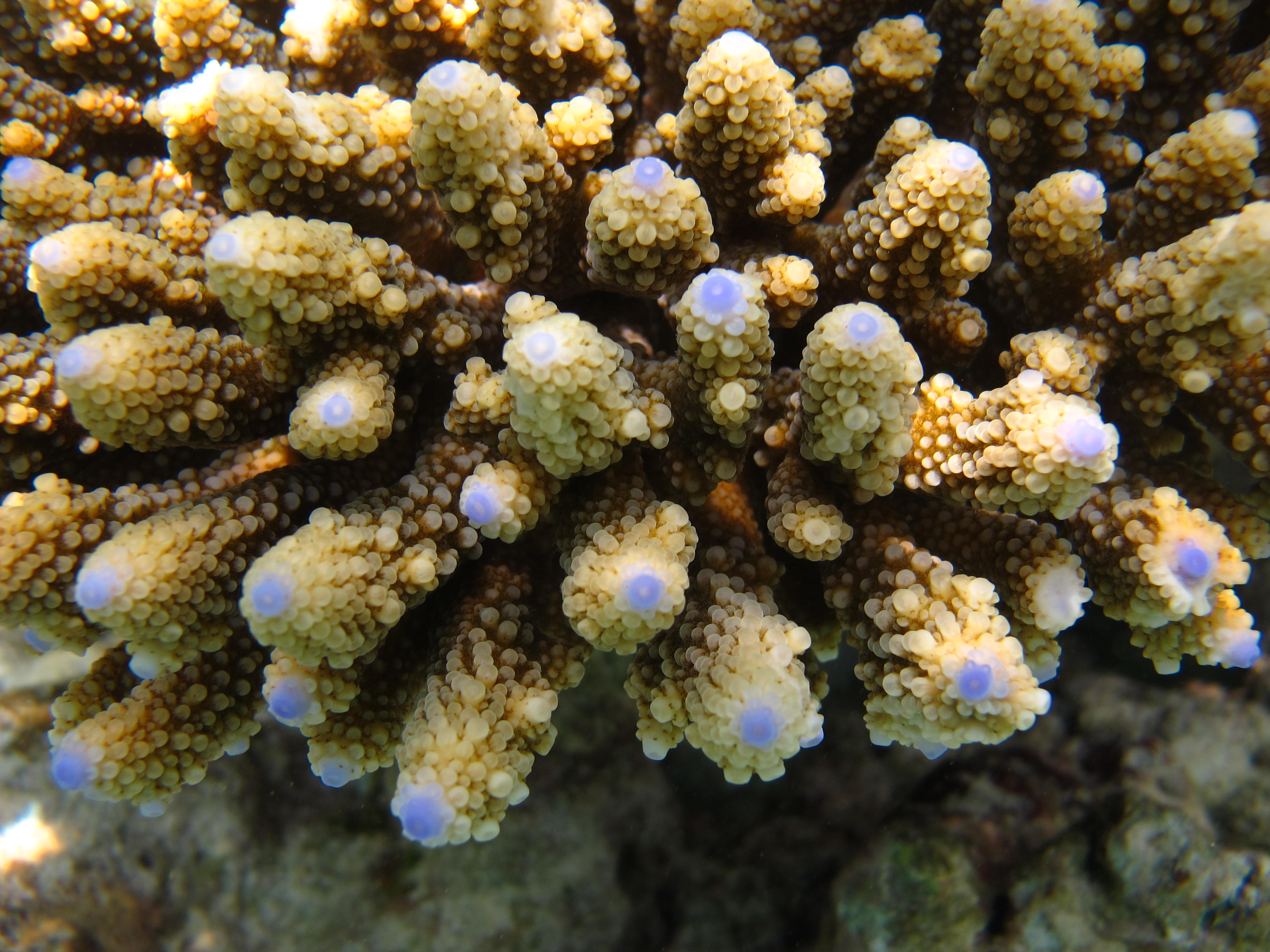
Acropora digitifera

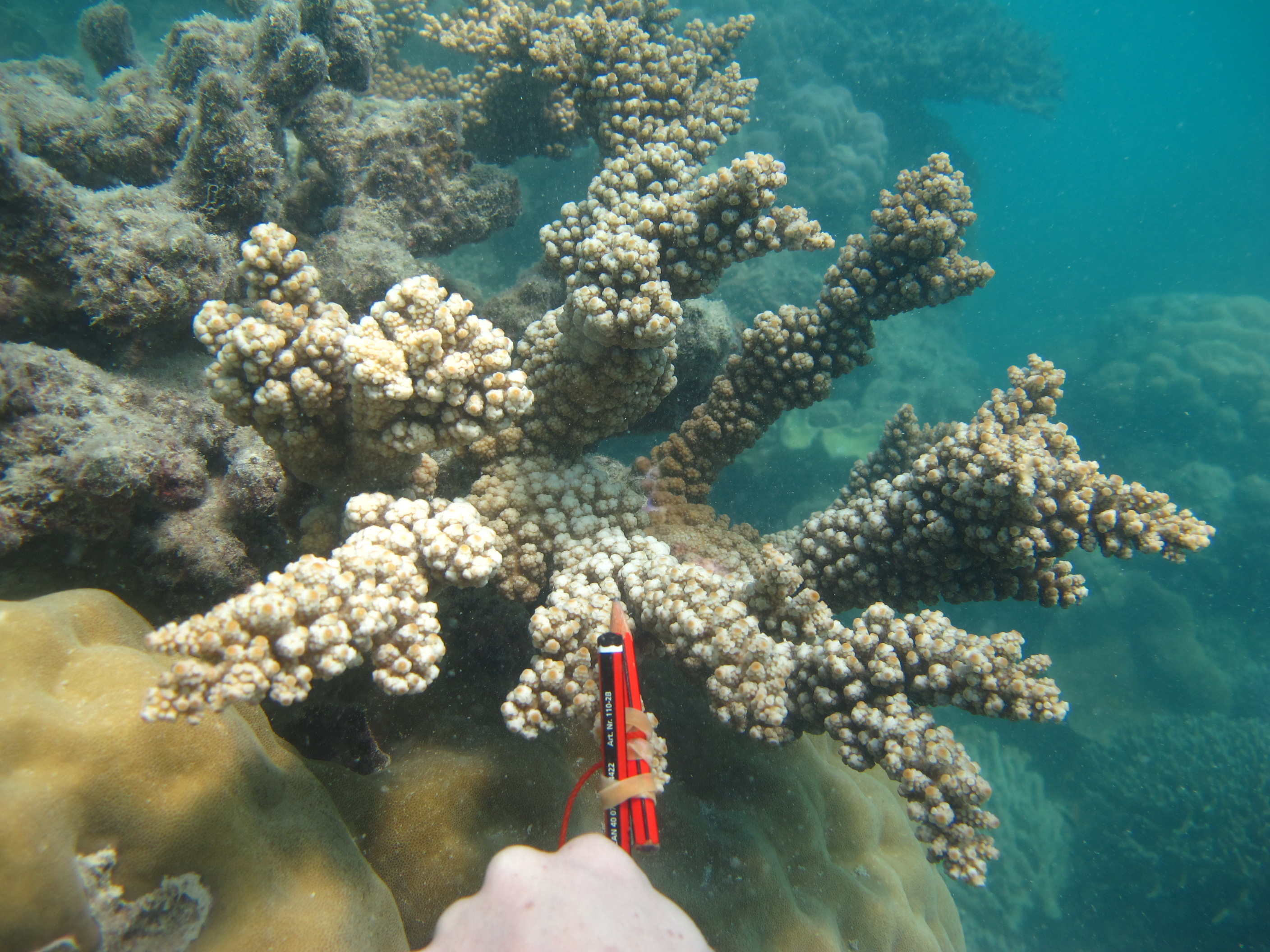
Acropora florida

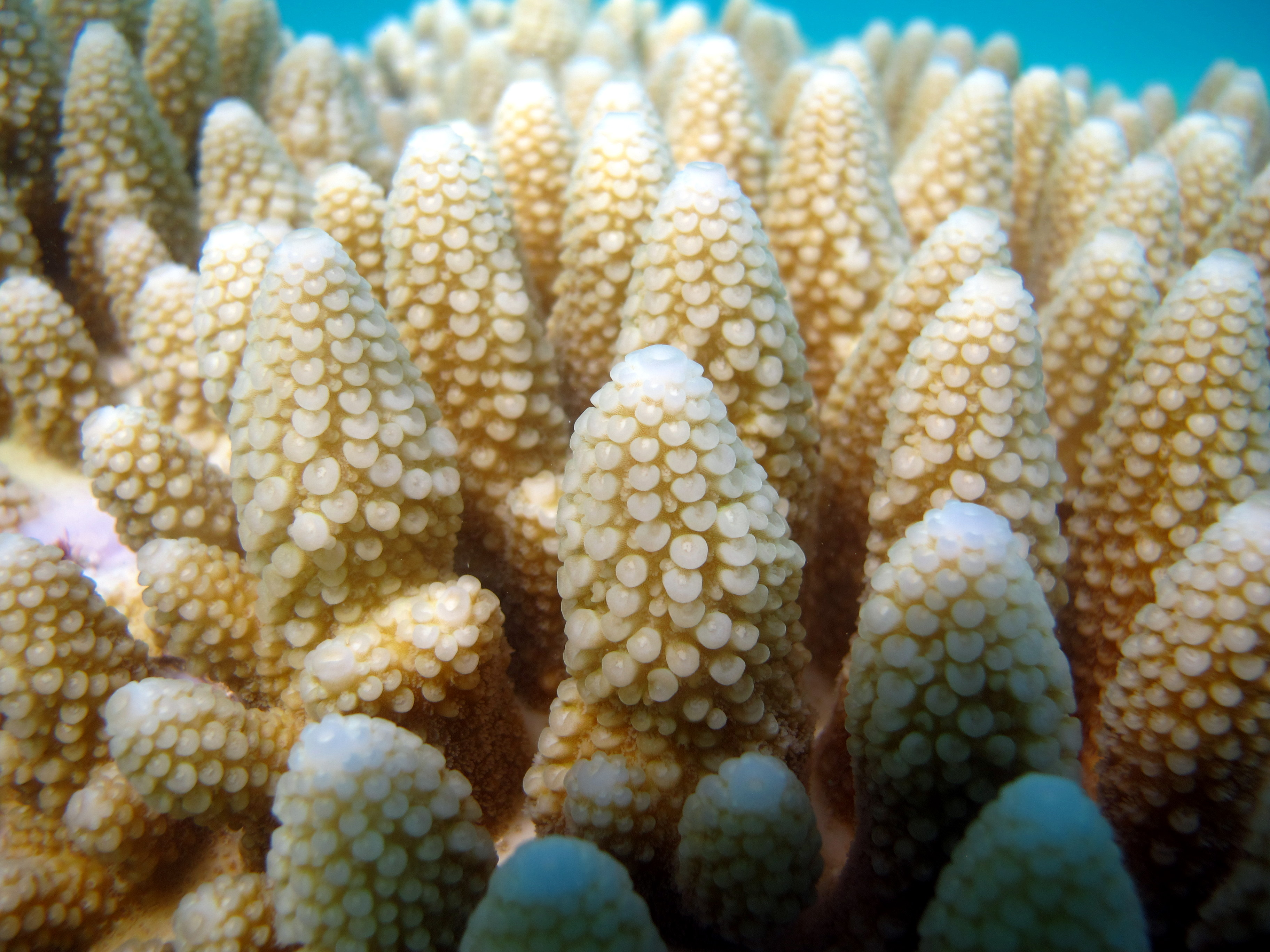
Acropora gemmifera

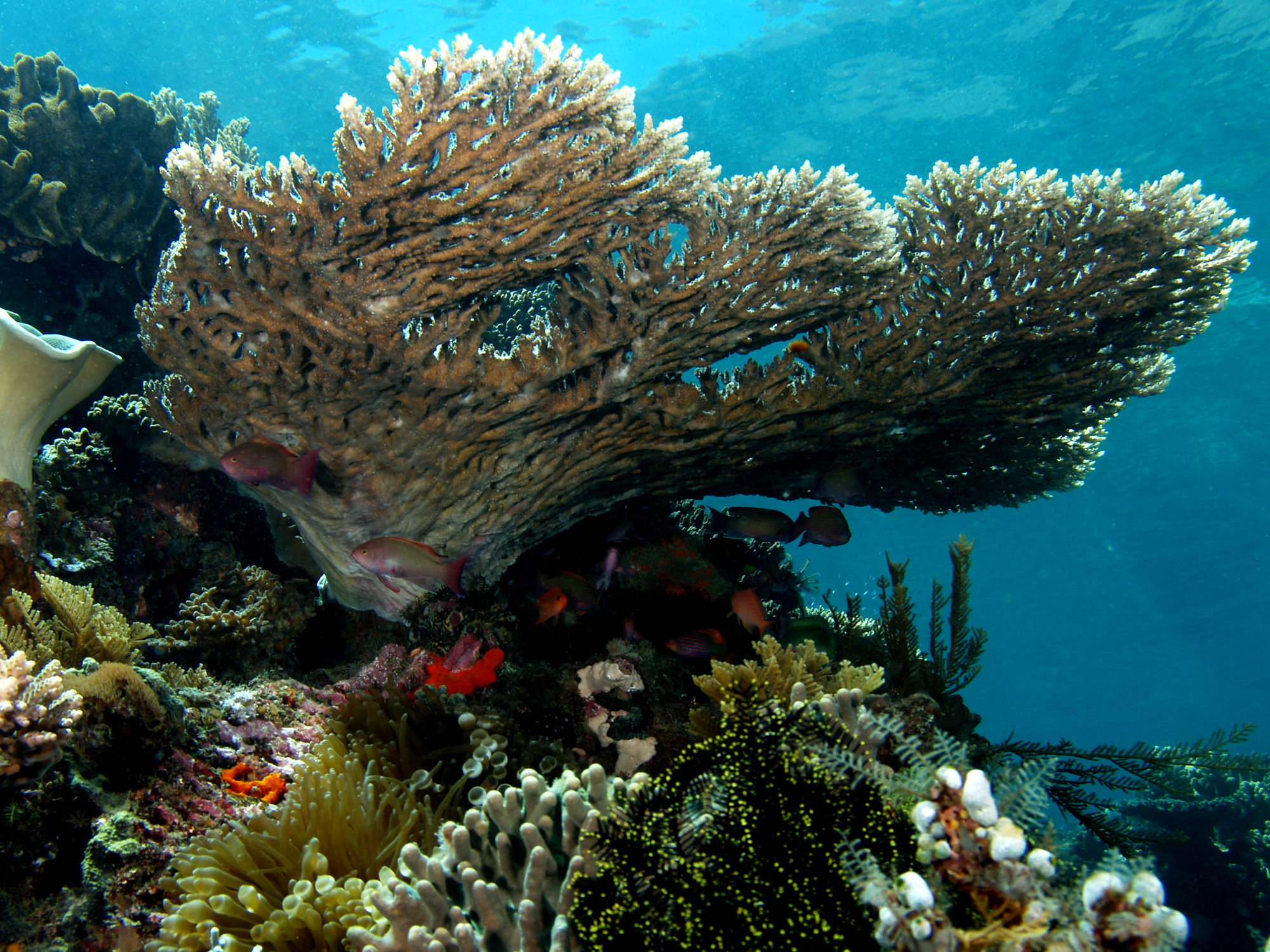
Acropora latistella

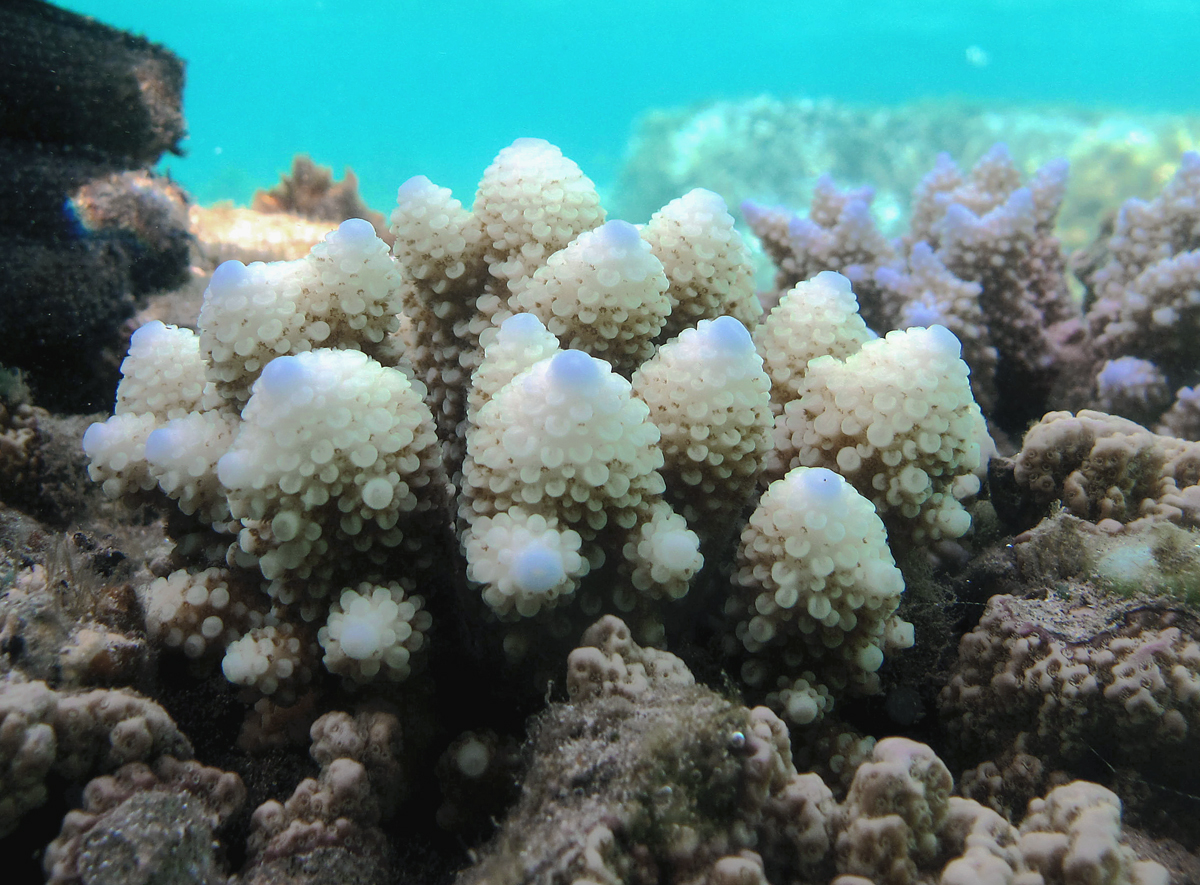
Acropora nasuta

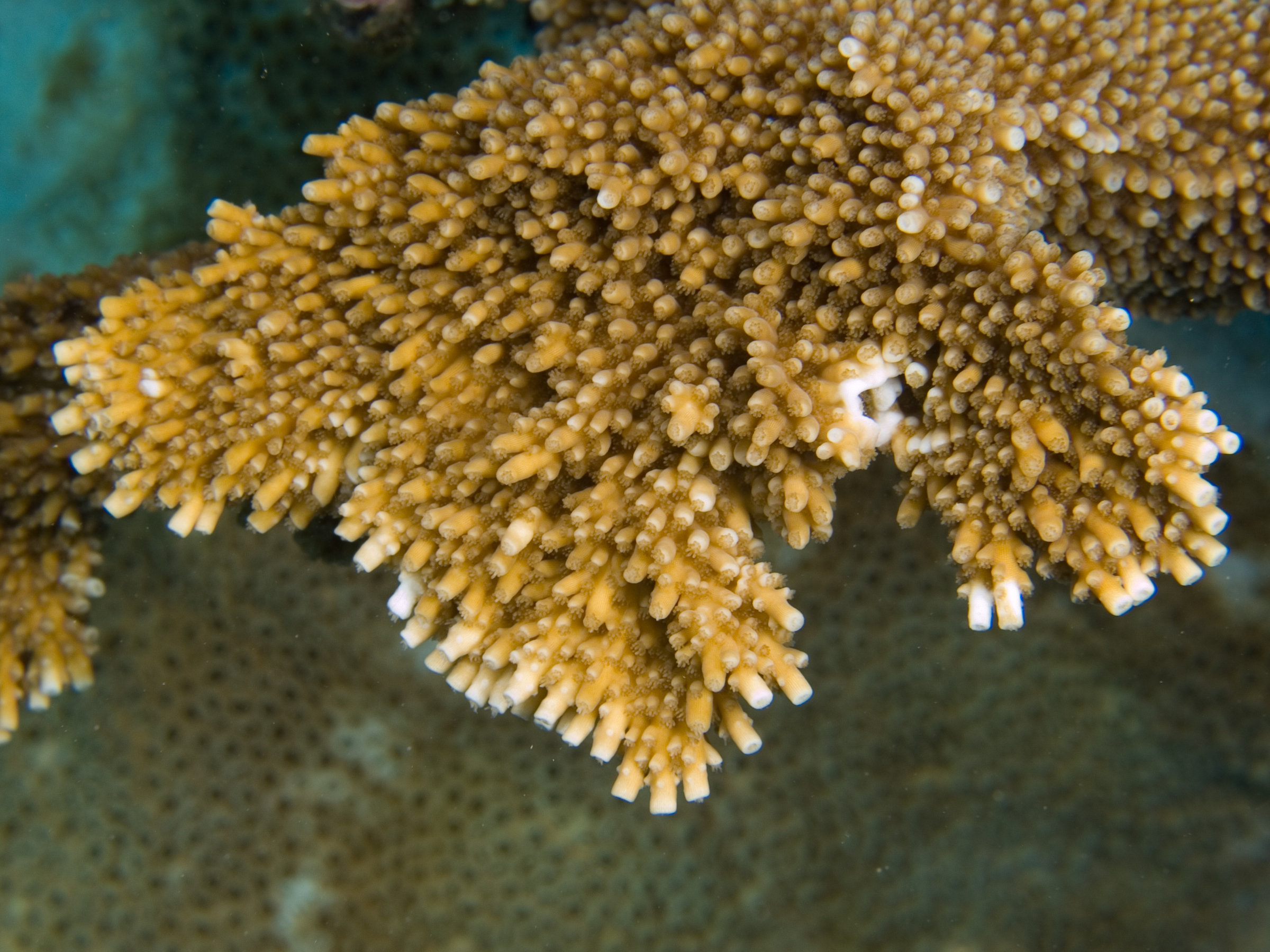
Acropora palmata

È il genere tipo della famiglia Acroporidae.
Comprende le seguenti specie:
- Acropora abrolhosensis Veron, 1985
- Acropora abrotanoides (Lamarck, 1816)
- Acropora acervata (Dana, 1846)
- Acropora aculeus (Dana, 1846)
- Acropora acuminata (Verrill, 1864)
- Acropora anthocercis (Brook, 1893)
- Acropora arabensis Hodgson & Carpenter, 1995
- Acropora arafura Wallace, Done & Muir, 2012
- Acropora aspera (Dana, 1846)
- Acropora austera (Dana, 1846)
- Acropora awi Wallace & Wolstenholme, 1998
- Acropora batunai Wallace, 1997
- Acropora branchi Riegl, 1995
- Acropora bushyensis Veron & Wallace, 1984
- Acropora capillaris (Klunzinger, 1879)
- Acropora cardenae Wells, 1985
- Acropora carduus (Dana, 1846)
- Acropora caroliniana Nemenzo, 1976
- Acropora cerealis (Dana, 1846)
- Acropora cervicornis (Lamarck, 1816)
- Acropora chesterfieldensis Veron & Wallace, 1984
- Acropora clathrata (Brook, 1891)
- Acropora cytherea (Dana, 1846)
- Acropora dendrum (Bassett-Smith, 1890)
- Acropora derawanensis Wallace, 1997
- Acropora desalwii Wallace, 1994
- Acropora digitifera (Dana, 1846)
- Acropora divaricata (Dana, 1846)
- Acropora donei Veron & Wallace, 1984
- Acropora downingi Wallace, 1999
- Acropora echinata (Dana, 1846)
- Acropora eibli Pillai & Scheer, 1976
- Acropora elegans (Milne Edwards, 1860)
- Acropora elseyi (Brook, 1892)
- Acropora eurystoma (Klunzinger, 1879)
- Acropora exquisita Nemenzo, 1971
- Acropora fastigata Nemenzo, 1967
- Acropora fenneri Veron, 2000
- Acropora filiformis Veron, 2000
- Acropora florida (Dana, 1846)
- Acropora gemmifera (Brook, 1892)
- Acropora glauca (Brook, 1893)
- Acropora globiceps (Dana, 1846)
- Acropora gomezi Veron, 2000
- Acropora grandis (Brook, 1892)
- Acropora granulosa (Milne Edwards, 1860)
- Acropora halmaherae Wallace & Wolstenholme, 1998
- Acropora hemprichii (Ehrenberg, 1834)
- Acropora hoeksemai Wallace, 1997
- Acropora horrida (Dana, 1846)
- Acropora humilis (Dana, 1846)
- Acropora hyacinthus (Dana, 1846)
- Acropora indonesia Wallace, 1997
- Acropora intermedia (Brook, 1891)
- Acropora jacquelineae Wallace, 1994
- Acropora japonica Veron, 2000
- Acropora kimbeensis Wallace, 1999
- Acropora kirstyae Veron & Wallace, 1984
- Acropora kosurini Wallace, 1994
- Acropora lamarcki Veron, 2000
- Acropora latistella (Brook, 1892)
- Acropora listeri (Brook, 1893)
- Acropora loisetteae Wallace, 1994
- Acropora lokani Wallace, 1994
- Acropora longicyathus (Milne Edwards, 1860)
- Acropora loripes (Brook, 1892)
- Acropora lovelli Veron & Wallace, 1984
- Acropora lutkeni Crossland, 1952
- Acropora microclados (Ehrenberg, 1834)
- Acropora microphthalma (Verrill, 1869)
- Acropora millepora (Ehrenberg, 1834)
- Acropora monticulosa (Brüggemann, 1879)
- Acropora mossambica Riegl, 1995
- Acropora multiacuta Nemenzo, 1967
- Acropora muricata (Linnaeus, 1758)
- Acropora nana (Studer, 1879)
- Acropora nasuta (Dana, 1846)
- Acropora natalensis Riegl, 1995
- Acropora palmata (Lamarck, 1816)
- Acropora palmerae Wells, 1954
- Acropora paniculata Verrill, 1902
- Acropora papillare Latypov, 1992
- Acropora pectinata Veron, 2000
- Acropora pharaonis (Milne Edwards, 1860)
- Acropora pichoni Wallace, 1999
- Acropora plumosa Wallace & Wolstenholme, 1998
- Acropora polystoma (Brook, 1891)
- Acropora prolifera (Lamarck, 1816)
- Acropora proximalis Veron, 2000
- Acropora pruinosa (Brook, 1893)
- Acropora pulchra (Brook, 1891)
- Acropora retusa (Dana, 1846)
- Acropora ridzwani Ditlev, 2003
- Acropora robusta (Dana, 1846)
- Acropora rongelapensis Richards & Wallace, 2004
- Acropora roseni Wallace, 1999
- Acropora rudis (Rehberg, 1892)
- Acropora rufa Veron, 2000
- Acropora russelli Wallace, 1994
- Acropora samoensis (Brook, 1891)
- Acropora sarmentosa (Brook, 1892)
- Acropora secale (Studer, 1878)
- Acropora selago (Studer, 1879)
- Acropora seriata (Ehrenberg, 1834)
- Acropora simplex Wallace & Wolstenholme, 1998
- Acropora sirikitiae Wallace, Phongsuwan & Muir, 2012
- Acropora solitaryensis Veron & Wallace, 1984
- Acropora sordiensis Riegl, 1995
- Acropora spathulata (Brook, 1891)
- Acropora speciosa (Quelch, 1886)
- Acropora spicifera (Dana, 1846)
- Acropora squamata Latypov, 1992
- Acropora squarrosa (Ehrenberg, 1834)
- Acropora stoddarti Pillai & Scheer, 1976
- Acropora striata (Verrill, 1866)
- Acropora subglabra (Brook, 1891)
- Acropora subulata (Dana, 1846)
- Acropora suharsonoi Wallace, 1994
- Acropora sukarnoi Wallace, 1997
- Acropora tanegashimensis Veron, 1990
- Acropora tenella (Brook, 1892)
- Acropora tenuis (Dana, 1846)
- Acropora torihalimeda Wallace, 1994
- Acropora tortuosa (Dana, 1846)
- Acropora tuberculosa Milne Edwards, 1860)
- Acropora tumida (Verrill, 1866)
- Acropora turaki Wallace, 1994
- Acropora valenciennesi (Milne Edwards, 1860)
- Acropora valida (Dana, 1846)
- Acropora variolosa (Klunzinger, 1879)
- Acropora vaughani Wells, 1954
- Acropora verweyi Veron & Wallace, 1984
- Acropora walindii Wallace, 1999
- Acropora willisae Veron & Wallace, 1984
- Acropora yongei Veron & Wallace, 1984

## Minacce
Le zooxanthellae, alghe unicellulari endosimbiotiche, vivono nelle cellule dei coralli e producono energia per i coralli per mezzo della fotosintesi. A causa dell'inquinamento, delle temperature alte, dell'acidificazione degli oceani e dell'eutrofizzazione, i coralli perdono zooxantelle e diventano di colore bianco. I coralli di questo genere sono particolarmente suscettibili allo sbiancamento.

## Acquariofilia
Questi coralli sono solitamente verdi o marroni, ma alcuni hanno colori più vivaci, e per questo sono ricercati negli acquari. È una specie che cresce in fretta, e in alcuni casi, frammenti di esemplari allevati in cattività vengono utilizzati per ripopolare le barriere in natura.